# Marilyn Manson (Band)/Diskografie
Diese Diskografie ist eine Übersicht über die musikalischen Werke der US-amerikanischen Rockband Marilyn Manson. Den Quellenangaben zufolge hat sie bisher mehr als 50 Millionen Tonträger verkauft, davon alleine in ihrer Heimat über 5,1 Millionen. Ihre erfolgreichste Veröffentlichung ist das zweite Studioalbum Antichrist Superstar, das sich mehr als sieben Millionen Mal verkaufte.

## Alben

### Studioalben
| Jahr | Titel Musiklabel                                                      | Höchstplatzierung, Gesamtwochen, AuszeichnungChartplatzierungen (Jahr, Titel, Musiklabel, Platzierungen, Wochen, Auszeichnungen, Anmerkungen) | Höchstplatzierung, Gesamtwochen, AuszeichnungChartplatzierungen (Jahr, Titel, Musiklabel, Platzierungen, Wochen, Auszeichnungen, Anmerkungen) | Höchstplatzierung, Gesamtwochen, AuszeichnungChartplatzierungen (Jahr, Titel, Musiklabel, Platzierungen, Wochen, Auszeichnungen, Anmerkungen) | Höchstplatzierung, Gesamtwochen, AuszeichnungChartplatzierungen (Jahr, Titel, Musiklabel, Platzierungen, Wochen, Auszeichnungen, Anmerkungen) | Höchstplatzierung, Gesamtwochen, AuszeichnungChartplatzierungen (Jahr, Titel, Musiklabel, Platzierungen, Wochen, Auszeichnungen, Anmerkungen) | Anmerkungen                                                    |
| Jahr | Titel Musiklabel                                                      | DE | AT | CH | UK | US | Anmerkungen                                                    |
| ---- | --------------------------------------------------------------------- | --- | --- | --- | --- | --- | -------------------------------------------------------------- |
| 1994 | Portrait of an American Family Nothing Records (UMG)                  | — | — | — | UK— SilberUK | US— GoldUS | Erstveröffentlichung: 19. Juli 1994 Verkäufe: + 560.000        |
| 1996 | Antichrist Superstar Nothing Records (UMG)                            | DE100 (1 Wo.)DE | AT37 (9 Wo.)AT | — | UK73 Gold · (1 Wo.)UK | US3 Platin · (52 Wo.)US | Erstveröffentlichung: 8. Oktober 1996 Verkäufe: + 7.000.000    |
| 1998 | Mechanical Animals Nothing Records (UMG)                              | DE7 (18 Wo.)DE | AT6 (13 Wo.)AT | CH44 (1 Wo.)CH | UK8 Gold · (8 Wo.)UK | US1 Platin · (33 Wo.)US | Erstveröffentlichung: 14. September 1998 Verkäufe: + 1.515.000 |
| 2000 | Holy Wood Nothing Records (UMG)                                       | DE11 Gold · (19 Wo.)DE | AT6 (19 Wo.)AT | CH20 Gold · (13 Wo.)CH | UK23 Gold · (4 Wo.)UK | US13 Gold · (13 Wo.)US | Erstveröffentlichung: 14. November 2000 Verkäufe: + 957.500    |
| 2003 | The Golden Age of Grotesque Nothing Records (UMG)                     | DE1 Gold · (25 Wo.)DE | AT1 Gold · (22 Wo.)AT | CH1 Gold · (19 Wo.)CH | UK4 Gold · (8 Wo.)UK | US1 (16 Wo.)US | Erstveröffentlichung: 14. Mai 2003 Verkäufe: + 900.000         |
| 2007 | Eat Me, Drink Me Interscope Records (UMG)                             | DE4 (13 Wo.)DE | AT2 (13 Wo.)AT | CH4 (12 Wo.)CH | UK8 (3 Wo.)UK | US8 (14 Wo.)US | Erstveröffentlichung: 5. Juni 2007 Verkäufe: + 10.000          |
| 2009 | The High End of Low Interscope Records (UMG)                          | DE11 (5 Wo.)DE | AT6 (6 Wo.)AT | CH6 (7 Wo.)CH | UK19 (2 Wo.)UK | US4 (11 Wo.)US | Erstveröffentlichung: 20. Mai 2009                             |
| 2012 | Born Villain Cooking Vinyl (Cooking Vinyl)                            | DE5 (6 Wo.)DE | AT4 (8 Wo.)AT | CH2 (7 Wo.)CH | UK14 (2 Wo.)UK | US10 (6 Wo.)US | Erstveröffentlichung: 1. Mai 2012 Verkäufe: + 75.000           |
| 2015 | The Pale Emperor Cooking Vinyl (Cooking Vinyl)                        | DE4 (6 Wo.)DE | AT4 (7 Wo.)AT | CH1 (10 Wo.)CH | UK16 (3 Wo.)UK | US8 (8 Wo.)US | Erstveröffentlichung: 16. Januar 2015                          |
| 2017 | Heaven Upside Down Loma Vista (Concord)                               | DE9 (5 Wo.)DE | AT4 (7 Wo.)AT | CH3 (8 Wo.)CH | UK7 (2 Wo.)UK | US8 (2 Wo.)US | Erstveröffentlichung: 6. Oktober 2017                          |
| 2020 | We Are Chaos Loma Vista (Concord)                                     | DE4 (7 Wo.)DE | AT2 (6 Wo.)AT | CH2 (6 Wo.)CH | UK7 (3 Wo.)UK | US8 (2 Wo.)US | Erstveröffentlichung: 11. September 2020                       |
| 2024 | One Assassination Under God – Chapter 1 Nuclear Blast (Nuclear Blast) | DE4 (2 Wo.)DE | AT6 (1 Wo.)AT | CH4 (2 Wo.)CH | UK36 (1 Wo.)UK | US32 (1 Wo.)US | Erstveröffentlichung: 22. November 2024                        |

### Livealben
| Jahr | Titel Musiklabel                             | Höchstplatzierung, Gesamtwochen, AuszeichnungChartplatzierungen (Jahr, Titel, Musiklabel, Platzierungen, Wochen, Auszeichnungen, Anmerkungen) | Höchstplatzierung, Gesamtwochen, AuszeichnungChartplatzierungen (Jahr, Titel, Musiklabel, Platzierungen, Wochen, Auszeichnungen, Anmerkungen) | Höchstplatzierung, Gesamtwochen, AuszeichnungChartplatzierungen (Jahr, Titel, Musiklabel, Platzierungen, Wochen, Auszeichnungen, Anmerkungen) | Höchstplatzierung, Gesamtwochen, AuszeichnungChartplatzierungen (Jahr, Titel, Musiklabel, Platzierungen, Wochen, Auszeichnungen, Anmerkungen) | Höchstplatzierung, Gesamtwochen, AuszeichnungChartplatzierungen (Jahr, Titel, Musiklabel, Platzierungen, Wochen, Auszeichnungen, Anmerkungen) | Anmerkungen                                                |
| Jahr | Titel Musiklabel                             | DE | AT | CH | UK | US | Anmerkungen                                                |
| ---- | -------------------------------------------- | --- | --- | --- | --- | --- | ---------------------------------------------------------- |
| 1999 | The Last Tour on Earth Nothing Records (UMG) | DE46 (2 Wo.)DE | — | — | UK— SilberUK | US82 (4 Wo.)US | Erstveröffentlichung: 12. November 1999 Verkäufe: + 60.000 |

### Kompilationen
| Jahr | Titel Musiklabel                                     | Höchstplatzierung, Gesamtwochen, AuszeichnungChartplatzierungen (Jahr, Titel, Musiklabel, Platzierungen, Wochen, Auszeichnungen, Anmerkungen) | Höchstplatzierung, Gesamtwochen, AuszeichnungChartplatzierungen (Jahr, Titel, Musiklabel, Platzierungen, Wochen, Auszeichnungen, Anmerkungen) | Höchstplatzierung, Gesamtwochen, AuszeichnungChartplatzierungen (Jahr, Titel, Musiklabel, Platzierungen, Wochen, Auszeichnungen, Anmerkungen) | Höchstplatzierung, Gesamtwochen, AuszeichnungChartplatzierungen (Jahr, Titel, Musiklabel, Platzierungen, Wochen, Auszeichnungen, Anmerkungen) | Höchstplatzierung, Gesamtwochen, AuszeichnungChartplatzierungen (Jahr, Titel, Musiklabel, Platzierungen, Wochen, Auszeichnungen, Anmerkungen) | Anmerkungen                                                    |
| Jahr | Titel Musiklabel                                     | DE | AT | CH | UK | US | Anmerkungen                                                    |
| ---- | ---------------------------------------------------- | --- | --- | --- | --- | --- | -------------------------------------------------------------- |
| 2004 | Lest We Forget: The Best Of Interscope Records (UMG) | DE4 Gold · (13 Wo.)DE | AT3 (13 Wo.)AT | CH5 (9 Wo.)CH | UK4 Platin · (8 Wo.)UK | US9 Gold · (27 Wo.)US | Erstveröffentlichung: 28. September 2004 Verkäufe: + 1.500.000 |

### EPs
| Jahr | Titel Musiklabel                           | Höchstplatzierung, Gesamtwochen, AuszeichnungChartplatzierungen (Jahr, Titel, Musiklabel, Platzierungen, Wochen, Auszeichnungen, Anmerkungen) | Höchstplatzierung, Gesamtwochen, AuszeichnungChartplatzierungen (Jahr, Titel, Musiklabel, Platzierungen, Wochen, Auszeichnungen, Anmerkungen) | Höchstplatzierung, Gesamtwochen, AuszeichnungChartplatzierungen (Jahr, Titel, Musiklabel, Platzierungen, Wochen, Auszeichnungen, Anmerkungen) | Höchstplatzierung, Gesamtwochen, AuszeichnungChartplatzierungen (Jahr, Titel, Musiklabel, Platzierungen, Wochen, Auszeichnungen, Anmerkungen) | Höchstplatzierung, Gesamtwochen, AuszeichnungChartplatzierungen (Jahr, Titel, Musiklabel, Platzierungen, Wochen, Auszeichnungen, Anmerkungen) | Anmerkungen                                                  |
| Jahr | Titel Musiklabel                           | DE | AT | CH | UK | US | Anmerkungen                                                  |
| ---- | ------------------------------------------ | --- | --- | --- | --- | --- | ------------------------------------------------------------ |
| 1995 | Smells Like Children Nothing Records (UMG) | — | — | — | UK— GoldUK | US31 Platin · (50 Wo.)US | Erstveröffentlichung: 24. Oktober 1995 Verkäufe: + 1.200.000 |
| 1997 | Remix & Repent Nothing Records (UMG)       | — | — | — | — | US102 (3 Wo.)US | Erstveröffentlichung: 25. November 1997                      |

## Singles
| Jahr | Titel Album                                                            | Höchstplatzierung, Gesamtwochen, AuszeichnungChartplatzierungen (Jahr, Titel, Album, Platzierungen, Wochen, Auszeichnungen, Anmerkungen) | Höchstplatzierung, Gesamtwochen, AuszeichnungChartplatzierungen (Jahr, Titel, Album, Platzierungen, Wochen, Auszeichnungen, Anmerkungen) | Höchstplatzierung, Gesamtwochen, AuszeichnungChartplatzierungen (Jahr, Titel, Album, Platzierungen, Wochen, Auszeichnungen, Anmerkungen) | Höchstplatzierung, Gesamtwochen, AuszeichnungChartplatzierungen (Jahr, Titel, Album, Platzierungen, Wochen, Auszeichnungen, Anmerkungen) | Höchstplatzierung, Gesamtwochen, AuszeichnungChartplatzierungen (Jahr, Titel, Album, Platzierungen, Wochen, Auszeichnungen, Anmerkungen) | Anmerkungen                                                  |
| Jahr | Titel Album                                                            | DE | AT | CH | UK | US | Anmerkungen                                                  |
| ---- | ---------------------------------------------------------------------- | --- | --- | --- | --- | --- | ------------------------------------------------------------ |
| 1994 | Get Your Gunn Portrait of an American Family                           | — | — | — | — | — | Erstveröffentlichung: 9. Juni 1994                           |
| 1995 | Lunchbox Portrait of an American Family                                | — | — | — | — | — | Erstveröffentlichung: 24. Januar 1994                        |
| 1995 | Sweet Dreams (Are Made of This) Smells Like Children                   | — | — | — | UK— SilberUK | — | Erstveröffentlichung: 1995 Verkäufe: + 250.000               |
| 1996 | The Beautiful People Antichrist Superstar                              | — | — | — | UK18 Silber · (3 Wo.)UK | — | Erstveröffentlichung: 22. September 1996 Verkäufe: + 245.000 |
| 1997 | Long Hard Road Out of Hell Spawn O.S.T.                                | — | — | — | — | — | Erstveröffentlichung: 22. Juli 1997                          |
| 1997 | Tourniquet Antichrist Superstar                                        | — | — | — | UK28 (2 Wo.)UK | — | Erstveröffentlichung: 8. September 1997                      |
| 1998 | The Dope Show Mechanical Animals                                       | — | — | — | UK12 (3 Wo.)UK | — | Erstveröffentlichung: 15. September 1998                     |
| 1999 | I Don’t Like the Drugs (But the Drugs Like Me) Mechanical Animals      | — | — | — | — | — | Erstveröffentlichung: 17. Januar 1999                        |
| 1999 | Rock Is Dead Mechanical Animals                                        | — | — | — | UK23 (3 Wo.)UK | — | Erstveröffentlichung: 14. Juni 1999                          |
| 2000 | Disposable Teens Holy Wood                                             | DE64 (3 Wo.)DE | — | CH73 (2 Wo.)CH | UK12 (3 Wo.)UK | — | Erstveröffentlichung: 23. Oktober 2000                       |
| 2001 | The Fight Song Holy Wood                                               | DE67 (3 Wo.)DE | AT59 (2 Wo.)AT | — | UK24 (3 Wo.)UK | — | Erstveröffentlichung: 2. Februar 2001                        |
| 2001 | The Nobodies Holy Wood                                                 | — | — | CH96 (1 Wo.)CH | UK34 (2 Wo.)UK | — | Erstveröffentlichung: 27. August 2001                        |
| 2001 | Tainted Love The Golden Age of Grotesque                               | DE3 Gold · (16 Wo.)DE | AT2 Gold · (21 Wo.)AT | CH2 (27 Wo.)CH | UK5 Gold · (11 Wo.)UK | — | Erstveröffentlichung: 4. Dezember 2001 Verkäufe: + 700.000   |
| 2003 | mOBSCENE The Golden Age of Grotesque                                   | DE20 (8 Wo.)DE | AT15 (10 Wo.)AT | CH6 (10 Wo.)CH | UK13 (6 Wo.)UK | — | Erstveröffentlichung: 22. April 2003                         |
| 2003 | This Is the New Shit The Golden Age of Grotesque                       | DE25 (9 Wo.)DE | AT24 (9 Wo.)AT | CH44 (7 Wo.)CH | UK29 (2 Wo.)UK | — | Erstveröffentlichung: 1. September 2003                      |
| 2004 | Personal Jesus Lest We Forget: The Best Of                             | DE11 (9 Wo.)DE | AT10 (11 Wo.)AT | CH13 (10 Wo.)CH | UK13 (5 Wo.)UK | — | Erstveröffentlichung: 4. Oktober 2004                        |
| 2005 | The Nobodies 2005 –                                                    | DE65 (3 Wo.)DE | AT56 (3 Wo.)AT | CH42 (4 Wo.)CH | — | — | Erstveröffentlichung: 27. Februar 2005                       |
| 2007 | Heart-Shaped Glasses (When the Heart Guides the Hand) Eat Me, Drink Me | DE49 (9 Wo.)DE | AT41 (3 Wo.)AT | — | UK19 (2 Wo.)UK | — | Erstveröffentlichung: 17. April 2007                         |
| 2007 | Putting Holes in Happiness Eat Me, Drink Me                            | DE83 (1 Wo.)DE | — | — | — | — | Erstveröffentlichung: 19. Oktober 2007                       |
| 2009 | We’re from America The High End of Low                                 | — | — | — | — | — | Erstveröffentlichung: 14. April 2009                         |
| 2009 | Arma-Goddamn-Motherfuckin-Geddon The High End of Low                   | DE67 (1 Wo.)DE | — | — | — | — | Erstveröffentlichung: 18. Mai 2009                           |
| 2012 | No Reflection Born Villain                                             | — | — | — | — | — | Erstveröffentlichung: 13. März 2012                          |
| 2012 | Slo-Mo-Tion Born Villain                                               | — | — | — | — | — | Erstveröffentlichung: 16. August 2012                        |
| 2014 | Third Day of a Seven Day Binge The Pale Emperor                        | — | — | — | — | — | Erstveröffentlichung: 26. Oktober 2014                       |
| 2014 | Deep Six The Pale Emperor                                              | — | — | — | — | — | Erstveröffentlichung: 15. Dezember 2014                      |
| 2015 | Cupid Carries a Gun The Pale Emperor                                   | — | — | — | — | — | Erstveröffentlichung: 7. Januar 2015                         |
| 2017 | We Know Where You Fucking Live Heaven Upside Down                      | — | — | — | — | — | Erstveröffentlichung: 11. September 2017                     |
| 2017 | Kill4Me Heaven Upside Down                                             | — | — | — | — | — | Erstveröffentlichung: 20. September 2017                     |
| 2018 | Cry Little Sister –                                                    | — | — | — | — | — | Erstveröffentlichung: 15. Juni 2018                          |
| 2019 | God’s Gonna Cut You Down –                                             | — | — | — | — | — | Erstveröffentlichung: 18. Oktober 2019                       |
| 2019 | The End –                                                              | — | — | — | — | — | Erstveröffentlichung: 22. November 2019                      |
| 2020 | We Are Chaos                                                           | — | — | — | — | — | Erstveröffentlichung: 29. Juli 2020                          |
| 2020 | Don’t Chase the Dead We Are Chaos                                      | — | — | — | — | — | Erstveröffentlichung: 10. September 2020                     |
| 2024 | As Sick as the Secrets Within One Assassination Under God – Chapter 1  | — | — | — | — | — | Erstveröffentlichung: 2. August 2024                         |
| 2024 | Raise the Red Flag One Assassination Under God – Chapter 1             | — | — | — | — | — | Erstveröffentlichung: 16. August 2024                        |
| 2024 | Sacrilegious One Assassination Under God – Chapter 1                   | — | — | — | — | — | Erstveröffentlichung: 27. September 2024                     |
| 2025 | In the Air Tonight –                                                   | — | — | — | — | — | Erstveröffentlichung: 16. April 2025                         |

## Videoalben und Musikvideos

### Videoalben
| Jahr | Titel Musiklabel                                         | Höchstplatzierung, Gesamtwochen, AuszeichnungChartplatzierungen (Jahr, Titel, Musiklabel, Platzierungen, Wochen, Auszeichnungen, Anmerkungen) | Höchstplatzierung, Gesamtwochen, AuszeichnungChartplatzierungen (Jahr, Titel, Musiklabel, Platzierungen, Wochen, Auszeichnungen, Anmerkungen) | Höchstplatzierung, Gesamtwochen, AuszeichnungChartplatzierungen (Jahr, Titel, Musiklabel, Platzierungen, Wochen, Auszeichnungen, Anmerkungen) | Höchstplatzierung, Gesamtwochen, AuszeichnungChartplatzierungen (Jahr, Titel, Musiklabel, Platzierungen, Wochen, Auszeichnungen, Anmerkungen) | Höchstplatzierung, Gesamtwochen, AuszeichnungChartplatzierungen (Jahr, Titel, Musiklabel, Platzierungen, Wochen, Auszeichnungen, Anmerkungen) | Anmerkungen                                                |
| Jahr | Titel Musiklabel                                         | DE | AT | CH | UK | US | Anmerkungen                                                |
| ---- | -------------------------------------------------------- | --- | --- | --- | --- | --- | ---------------------------------------------------------- |
| 1998 | Dead to the World Nothing Records (UMG)                  | — | — | — | — | — | Erstveröffentlichung: 10. Februar 1998                     |
| 1999 | God Is in the T.V. Nothing Records (UMG)                 | — | — | — | — | — | Erstveröffentlichung: 2. November 1999                     |
| 2002 | Guns, God and Government World Tour Eagle Vision (Eagle) | DE75 Gold · (1 Wo.)DE | — | — | UK— GoldUK | US— PlatinUS | Erstveröffentlichung: 29. Oktober 2002 Verkäufe: + 165.000 |
| 2004 | Lest We Forget: The Best Of Interscope Records (UMG)     | — | — | — | — | — | Erstveröffentlichung: 28. September 2004                   |

### Musikvideos
| Jahr | Titel                                                 | Regie                           |
| ---- | ----------------------------------------------------- | ------------------------------- |
| 1994 | Get Your Gunn                                         | Rod Chong                       |
| 1994 | Lunchbox                                              | Richard Kern                    |
| 1995 | Dope Hat                                              | Tom Stern                       |
| 1995 | Sweet Dreams (Are Made of This)                       | Dean Karr                       |
| 1996 | The Beautiful People                                  | Floria Sigismondi               |
| 1996 | Tourniquet                                            | Floria Sigismondi               |
| 1997 | Man That You Fear                                     | W.I.Z.                          |
| 1997 | Cryptorchid                                           | E. Elias Merhige                |
| 1997 | Antichrist Superstar                                  | E. Elias Merhige                |
| 1997 | Long Hard Road Out of Hell                            | Matthew Rolston                 |
| 1998 | Apple of Sodom                                        | Joseph F. Cultice               |
| 1998 | The Dope Show                                         | Paul Hunter                     |
| 1998 | I Don’t Like the Drugs (But the Drugs Like Me)        | Paul Hunter                     |
| 1999 | Rock Is Dead                                          | Samuel Bayer                    |
| 1999 | Coma White                                            | Samuel Bayer                    |
| 1999 | Astonishing Panorama of the Endtimes                  | Pete List                       |
| 2000 | Disposable Teens                                      | Samuel Bayer                    |
| 2001 | The Fight Song                                        | W.I.Z., John Whiston            |
| 2001 | The Nobodies                                          | Paul Fedor                      |
| 2002 | Tainted Love                                          | Philip G. Atwell                |
| 2003 | mOBSCENE                                              | Marilyn Manson, Thomas Kloss    |
| 2003 | This Is the New Shit                                  | Marilyn Manson, The Cronenweths |
| 2004 | (s)AINT                                               | Asia Argento                    |
| 2004 | Personal Jesus                                        | Nathan Cox                      |
| 2007 | Heart-Shaped Glasses (When the Heart Guides the Hand) | Marilyn Manson                  |
| 2007 | Putting Holes in Happiness                            | Philippe Grandrieux             |
| 2009 | Arma-goddamn-motherfuckin-geddon                      | Delaney Bishop                  |
| 2009 | Running to the Edge of the World                      | Nathan Cox und Marilyn Manson   |
| 2010 | WOW                                                   | Marilyn Manson                  |
| 2012 | No Reflection                                         | Quentin Dupieux                 |
| 2012 | Slo-Mo-Tion                                           | Marilyn Manson                  |
| 2012 | Hey, Cruel World…                                     | Tim Mattia                      |
| 2014 | Deep Six                                              | Bart Hess                       |
| 2015 | The Mephistopheles of Los Angeles                     | Francesco Carrozzini            |
| 2015 | Third Day of a Seven Day Binge                        | Jeremy Danger und Travis Shinn  |
| 2016 | Say10 (Version 1)                                     | Tyler Shields                   |
| 2017 | We Know Where You Fucking Live                        | Bill Yukich und Perou           |
| 2017 | Say10 (Version 2)                                     | Bill Yukich                     |
| 2017 | Kill4Me                                               | Bill Yukich                     |
| 2018 | Tattooed in Reverse                                   | Bill Yukich                     |
| 2018 | Cry Little Sister                                     | Bill Yukich                     |
| 2019 | God’s Gonna Cut You Down                              | Tim Mattia                      |
| 2020 | We Are Chaos                                          | Matt Mahurin                    |
| 2020 | Don’t Chase the Dead                                  | Travis Shinn                    |
| 2024 | As Sick as the Secrets Within                         | Bill Yukich                     |
| 2024 | Raise the Red Flag                                    | Bill Yukich                     |
| 2024 | Sacrilegious                                          | Bill Yukich                     |
| 2024 | One Assassination Under God                           | Bill Yukich                     |

## Sonderveröffentlichungen
Soundtrackbeiträge
- 1997: Lost Highway, Titel: Apple of Sodom und I Put a Spell on You
- 1997: Private Parts, Titel: The Suck for Your Solution
- 1997: Spawn, Titel: Long Hard Road Out of Hell
- 1999: Matrix, Titel: Rock Is Dead
- 1999: Haunted Hill, Titel: Sweet Dreams (Are Made of This)
- 2000: Blair Witch 2 Original Soundtrack (verantwortlich für die Zusammenstellung des Soundtracks), Titel: Disposable Teens und Suicide Is Painless (bis zu diesem Zeitpunkt unveröffentlicht)
- 2001: Nicht noch ein Teenie-Film!, Titel: Tainted Love
- 2001: From Hell, Titel: The Nobodies (Wormwood Remix)
- 2002: Resident Evil Original Soundtrack (enthält vier Instrumental-Lieder, die von Marilyn Manson exklusiv für den Soundtrack komponiert und eingespielt wurden), Titel: Resident Evil Main Title Theme, Seizure of Power, Reunion und Cleansing
- 2003: Matrix Reloaded, Titel: This Is the New Shit
- 2003: Königin der Verdammten, Titel: Redeemer
- 2005: Saw II, Titel: Irresponsible Hate Anthem (Venus Head Trap Mix)
- 2006: Hatchet, Titel: This Is the New Shit (Albumversion und Remix)
- 2006: Nightmare Before Christmas, Titel: This Is Halloween
- 2008: Max Payne, Titel: If I Was Your Vampire
- 2009: Gamer, Titel: Sweet Dreams (Are Made of This)
- 2009: Trick ’r Treat, Titel: Sweet Dreams (Are Made of This)
- 2010: Beilight – Bis(s) zum Abendbrot, Titel: If I Was Your Vampire
- 2012: Chernobyl Diaries, Titel: No Reflection
- 2014: Salem, Titel: Cupid Carries a Gun
- 2014: John Wick, Titel: Killing Strangers

## Statistik

### Chartauswertung
|                     | DE     | AT     | CH     | UK     | US     |
| ------------------- | ------ | ------ | ------ | ------ | ------ |
| Nummer-eins-Alben   | DE1DE  | AT1AT  | CH2CH  | UK—UK  | US2US  |
| Top-10-Alben        | DE9DE  | AT11AT | CH9CH  | UK6UK  | US10US |
| Alben in den Charts | DE14DE | AT12AT | CH11CH | UK12UK | US15US |

|                       | DE     | AT    | CH    | UK     | US    |
| --------------------- | ------ | ----- | ----- | ------ | ----- |
| Nummer-eins-Singles   | DE—DE  | AT—AT | CH—CH | UK—UK  | US—US |
| Top-10-Singles        | DE1DE  | AT2AT | CH2CH | UK1UK  | US—US |
| Singles in den Charts | DE10DE | AT7AT | CH7CH | UK12UK | US—US |

### Auszeichnungen für Musikverkäufe
| Silberne Schallplatte - Portugal - 2003: für das Album The Golden Age of Grotesque Goldene Schallplatte - Argentinien - 1998: für das Album Antichrist Superstar - Australien - 1997: für das Album Antichrist Superstar - 1998: für das Album Mechanical Animals - 2006: für das Album The Golden Age of Grotesque - 2006: für das Album Lest We Forget: The Best of Marilyn Manson - Belgien - 2002: für die Single Tainted Love - Europa (Impala) - 2012: für das Album Born Villain - Frankreich - 2003: für das Album The Golden Age of Grotesque - 2004: für das Album Lest We Forget: The Best of Marilyn Manson - Italien - 2024: für die Single Sweet Dreams (Are Made of This) - Japan - 1999: für das Album Mechanical Animals - 2000: für das Album Holy Wood - 2003: für das Album The Golden Age of Grotesque - Kanada - 1998: für das Videoalbum Dead to the World - 2000: für das Album Holy Wood - Mexiko - 1999: für das Album Antichrist Superstar - Neuseeland - 2000: für das Album Holy Wood - 2004: für das Album Lest We Forget: The Best of Marilyn Manson - Russland - 2003: für das Album The Golden Age of Grotesque - 2007: für das Album Eat Me, Drink Me - Schweden - 1997: für die Single The Beautiful People - 1998: für das Album Mechanical Animals - 1998: für die Single The Dope Show - Spanien - 1999: für das Album Mechanical Animals - Vereinigte Staaten - 2019: für das Lied This Is Halloween | Platin-Schallplatte - Australien - 2004: für das Videoalbum Guns, God and Government World Tour - Dänemark - 2017: für das Album Lest We Forget: The Best of Marilyn Manson - Kanada - 1998: für das Album Mechanical Animals - 1999: für das Album Smells Like Children - 2004: für das Videoalbum Guns, God and Government World Tour - Neuseeland - 1998: für das Album Mechanical Animals - 2021: für die Single The Beautiful People 2× Platin-Schallplatte - Kanada - 1997: für das Album Antichrist Superstar - Neuseeland - 1998: für das Album Antichrist Superstar |

Anmerkung: Auszeichnungen in Ländern aus den Charttabellen bzw. Chartboxen sind in ebendiesen zu finden.
| Land/RegionAuszeichnungen für Musikverkäufe (Land/Region, Auszeichnungen, Verkäufe, Quellen) | Silber     | Gold       | Platin       | Verkäufe  | Quellen                                                                     |
| -------------------------------------------------------------------------------------------- | ---------- | ---------- | ------------ | --------- | --------------------------------------------------------------------------- |
| Argentinien (CAPIF)                                                                          | —          | Gold1      | —            | 30.000    | capif.org.ar                                                                |
| Australien (ARIA)                                                                            | —          | 4× Gold4   | Platin1      | 155.000   | aria.com.au                                                                 |
| Belgien (BRMA)                                                                               | —          | Gold1      | —            | 25.000    | ultratop.be                                                                 |
| Dänemark (IFPI)                                                                              | —          | —          | Platin1      | 20.000    | ifpi.dk                                                                     |
| Deutschland (BVMI)                                                                           | —          | 5× Gold5   | —            | 625.000   | musikindustrie.de                                                           |
| Europa (Impala)                                                                              | —          | Gold1      | —            | (75.000)  | Einzelnachweise                                                             |
| Frankreich (SNEP)                                                                            | —          | 2× Gold2   | —            | 200.000   | snepmusique.com infodisc.fr                                                 |
| Italien (FIMI)                                                                               | —          | Gold1      | —            | 50.000    | fimi.it                                                                     |
| Japan (RIAJ)                                                                                 | —          | 3× Gold3   | —            | 300.000   | riaj.or.jp                                                                  |
| Kanada (MC)                                                                                  | —          | 2× Gold2   | 5× Platin5   | 465.000   | musiccanada.com                                                             |
| Mexiko (AMPROFON)                                                                            | —          | Gold1      | —            | 100.000   | amprofon.com.mx                                                             |
| Neuseeland (RMNZ)                                                                            | —          | 2× Gold2   | 4× Platin4   | 90.000    | aotearoamusiccharts.co.nz NZ2                                               |
| Österreich (IFPI)                                                                            | —          | 2× Gold2   | —            | 40.000    | ifpi.at                                                                     |
| Portugal (AFP)                                                                               | Silber1    | —          | —            | 10.000    | Einzelnachweise                                                             |
| Russland (NFPF)                                                                              | —          | 2× Gold2   | —            | 20.000    | 2m-online.ru                                                                |
| Schweden (IFPI)                                                                              | —          | 3× Gold3   | —            | 70.000    | sverigetopplistan.se ifpi.se (Memento vom 21. Mai 2012 im Internet Archive) |
| Schweiz (IFPI)                                                                               | —          | 2× Gold2   | —            | 45.000    | hitparade.ch                                                                |
| Spanien (Promusicae)                                                                         | —          | Gold1      | —            | 50.000    | elportaldemusica.es                                                         |
| Vereinigte Staaten (RIAA)                                                                    | —          | 4× Gold4   | 4× Platin4   | 5.100.000 | riaa.com                                                                    |
| Vereinigtes Königreich (BPI)                                                                 | 4× Silber4 | 7× Gold7   | Platin1      | 1.685.000 | bpi.co.uk                                                                   |
| Insgesamt                                                                                    | 5× Silber5 | 44× Gold44 | 16× Platin16 |           |                                                                             |